# Thử thách cùng bước nhảy (chương trình truyền hình)
Thử thách cùng bước nhảy (tên đầy đủ: Thử thách cùng bước nhảy: So You Think You Can Dance) là một cuộc thi tìm kiếm tài năng về nhảy múa do Đài Truyền hình Thành phố Hồ Chí Minh và công ty Đông Tây Promotion sản xuất, được phát sóng trên kênh HTV7 từ ngày 15 tháng 9 năm 2012 đến hết ngày 21 tháng 1 năm 2017. Đây là phiên bản Việt Nam của chương trình So You Think You Can Dance được sáng lập bởi GroupM, Endemol Shine Group và Dick Clark Productions. Quán quân chung cuộc sẽ nhận 400 triệu đồng và được chọn một trong nhiều cơ hội để phát triển sự nghiệp.
Chương trình đã giành giải Mai Vàng cho "Chương trình truyền hình được yêu thích nhất", quán quân Lâm Vinh Hải giành giải Best Dancer trong lễ trao giải Best People Award.
Một mùa phát sóng gồm 23 tập, với định dạng tương tự phiên bản tại Hoa Kỳ.

## Các mùa phát sóng
Chí Anh từ Bước nhảy hoàn vũ và Tuyết Minh là hai giám khảo chính. Các giám khảo khách mời bao gồm Ngô Thanh Vân, John Huy Trần, Trần Ly Ly, rapper Việt Max, Lê Hoàng, MC Thanh Bạch,... 
| Mùa                     | 1                           | 2                       | 3                    | 4                        | 5                                                                 |
| ----------------------- | --------------------------- | ----------------------- | -------------------- | ------------------------ | ----------------------------------------------------------------- |
| Ngày phát sóng đầu tiên | 15/09/2012                  | 17/08/2013              | 06/09/2014           | 05/09/2015               | 12/11/2016                                                        |
| Quán quân               | Lâm Vinh Hải                | Nguyễn Ngọc Thịnh       | Nguyễn Sơn Lâm       | Đỗ Hải Anh               | Nguyễn Đăng Quân                                                  |
| Á quân                  | Lâm Tố Như                  | Hoàng Mỹ An             | Phạm Đức Tiến        | Nguyễn Hà Lộc            | Lê Minh Hiếu                                                      |
| TOP 4                   | Đỗ Quang Đăng               | Đặng Đình Lộc           | Phạm Thị Lịch        | Lê Hữu Phước             | Cao Thị Minh Phượng                                               |
| TOP 4                   | Võ Hồng Nhung               | Phạm Thị Ngọc Anh       | Phạm Xuân Thảo       | Trần Nguyễn Trâm Anh     | Nguyễn Thu Phương                                                 |
| TOP 6                   | Nguyễn Tuấn Đạt             | Nguyễn Đoàn Minh Trường | Trần Đình Hoàng      | Hồng Huỳnh Gia Bảo       | Nguyễn Hoàng Minh Thông                                           |
| TOP 6                   | Chu Quỳnh Trang             | Đoàn Vũ Minh Tú         | Trần Thị Thương Hoài | Nguyễn Thị Lan (Lan Nhi) | Nguyễn Hồng Hạnh                                                  |
| TOP 8                   | Đặng Minh Hiền              | Nguyễn Vũ Hoàng Minh    | Nguyễn Mạnh Quyền    | Đào Phi Hải              | Nguyễn Anh Cát Tường                                              |
| TOP 8                   | Lê Kim Phụng                | Nguyễn Lan Anh          | Chu Lê Vi Anh        | Đặng Thu Hương           | Trần Thị Kim Phụng (Phụng Gà)                                     |
| TOP 10                  | Nguyễn Toàn Trung           | Hoàng Thái Sơn          | Nguyễn Tấn Huy       | Nguyễn Đức Việt          | Hà Công Tuấn Anh                                                  |
| TOP 10                  | Nguyễn Thị Thúy Hằng        | Phạm Gia Hân            | Nguyễn Thị Kim Anh   | Nguyễn Gia Linh          | Lucie Ngọc                                                        |
| TOP 12                  | Tạ Xuân Chiến               | Thái Ngọc Tuấn          | Lê Duy Hải           | Lương Hàng Trung Tín     | Bùi Nguyễn Công Anh Lưu Trúc Anh Ngô Trung Hiếu Huỳnh Thị Quế Anh |
| TOP 12                  | Nguyễn Hoàng Thảo Uyên      | Tăng Phi Phụng          | Nguyễn Thu Hiền      | Đinh Hương Ly            | Bùi Nguyễn Công Anh Lưu Trúc Anh Ngô Trung Hiếu Huỳnh Thị Quế Anh |
| TOP 14                  | Đoàn Trung Hiếu             | Dương Đình Hải          | Dương Văn Quý        | Dương Anh Mỹ             | Bùi Nguyễn Công Anh Lưu Trúc Anh Ngô Trung Hiếu Huỳnh Thị Quế Anh |
| TOP 14                  | Trần Thụy Trúc Phương       | Nguyễn Ngọc Tiên        | Phạm Thị Hồng Sâm    | Nguyễn Phương Anh        | Bùi Nguyễn Công Anh Lưu Trúc Anh Ngô Trung Hiếu Huỳnh Thị Quế Anh |
| TOP 16                  | Nguyễn Phước Tư Duy         | Phạm Thế Chung          | Phan Vũ Thế Bảo      | Vũ Minh Tân              | Lương Bảo Duy                                                     |
| TOP 16                  | Huỳnh Thị Mến               | Trần Ngọc Thùy Vân      | Hoàng Lan Phương     | Dương Thị Vân Ly         | Phạm Thùy Thiên Trang                                             |
| TOP 18                  | Nguyễn Anh Toàn             | Hoàng Chí Thanh         | Nguyễn Ngọc Tân      | Vũ Đỗ Quang Minh         | Hoàng Gia Huy                                                     |
| TOP 18                  | Hoàng Ngọc Dung             | Triệu Hồng Vân          | Thạch Vũ Thảo Ngân   | Nguyễn Song Linh         | Vũ Thị Hoàng Oanh                                                 |
| TOP 20                  | Trần Anh Huy                | Phạm Bảo Long           | Nguyễn Minh Thiện    | Phạm Minh Tuấn           | Đoàn Nhật Tài                                                     |
| TOP 20                  | Lại Thị Sao Mai (Maitinhvi) | Nguyễn Thị Mỹ Linh      | Nguyễn Thanh Vân     | Bùi Thị Ái Linh          | Ngô Ngọc Trâm                                                     |

### Tổng quan hình thức cuộc thi
| Mùa | Thời gian       | Dẫn chương trình | Giám khảo cố định       | Phân chia đêm thi và đêm công bố kết quả | Dancer showcase episode? | Số thí sinh dự thi mỗi đêm | Số thí sinh bị loại mỗi tuần | Số thí sinh dự thi đêm chung kết xếp hạng | Quán quân | Mùa áp dụng cho All-Stars | BGK không quyết định loại thí sinh bắt đầu từ | Bình chọn tin nhắn theo cá nhân bắt đầu từ |
| --- | --------------- | ---------------- | ----------------------- | ---------------------------------------- | ------------------------ | -------------------------- | ---------------------------- | ----------------------------------------- | --------- | ------------------------- | --------------------------------------------- | ------------------------------------------ |
| 1   | 09-12/2012      | Trấn Thành       | Chí Anh Tuyết Minh      | Có                                       | Không                    | 20                         | 2                            | 4                                         | 1         | Không                     | Top 6                                         | Top 10                                     |
| 2   | 08-12/2013      | Trấn Thành       | Chí Anh Tuyết Minh      | Có                                       | Có                       | 20                         | 2                            | 4                                         | 1         | Không                     | Top 6                                         | Top 10                                     |
| 3   | 09/2014-01/2015 | Trấn Thành       | Chí Anh Tuyết Minh      | Có                                       | Có                       | 20                         | 2                            | 4                                         | 1         | Không                     | Top 6                                         | Top 14                                     |
| 4   | 09/2015-01/2016 | Trấn Thành       | Chí Anh Tuyết Minh      | Có                                       | Có                       | 20                         | 2                            | 4                                         | 1         | Có                        | Top 6                                         | Top 12                                     |
| 5   | 09/2016-01/2017 | Trấn Thành       | John Huy Trần Khánh Thi | Không                                    |                          | 20                         | 2                            | 4                                         | 1         | Có                        | Top 6                                         | Top 20                                     |

## Tham dự quốc tế
Nhóm Urban Clown (Việt Nam) đạt giải ba trong giải đấu Astro Battle Ground 2016 tại Malaysia. Đây là giải đấu hiphop quy mô hàng đầu châu Á quy tụ nhiều đội mạnh bao gồm Philippines, Nhật Bản, Đài Loan (hay còn gọi là Đài Bắc Trung Hoa), Hồng Kông... Trong đó có các thành viên đều là thí sinh Thử thách cùng bước nhảy gồm Sơn Lâm, Hoàng Minh, Mạnh Quyền, Minh Thiện, Ngọc Tân, Anh Mỹ, Hữu Phước, Nguyễn Vũ Minh Tuấn. Đội nhảy Việt Nam thể hiện điệu nhạc Bánh trôi nước của Hoàng Thùy Linh.